# Baron Vaea

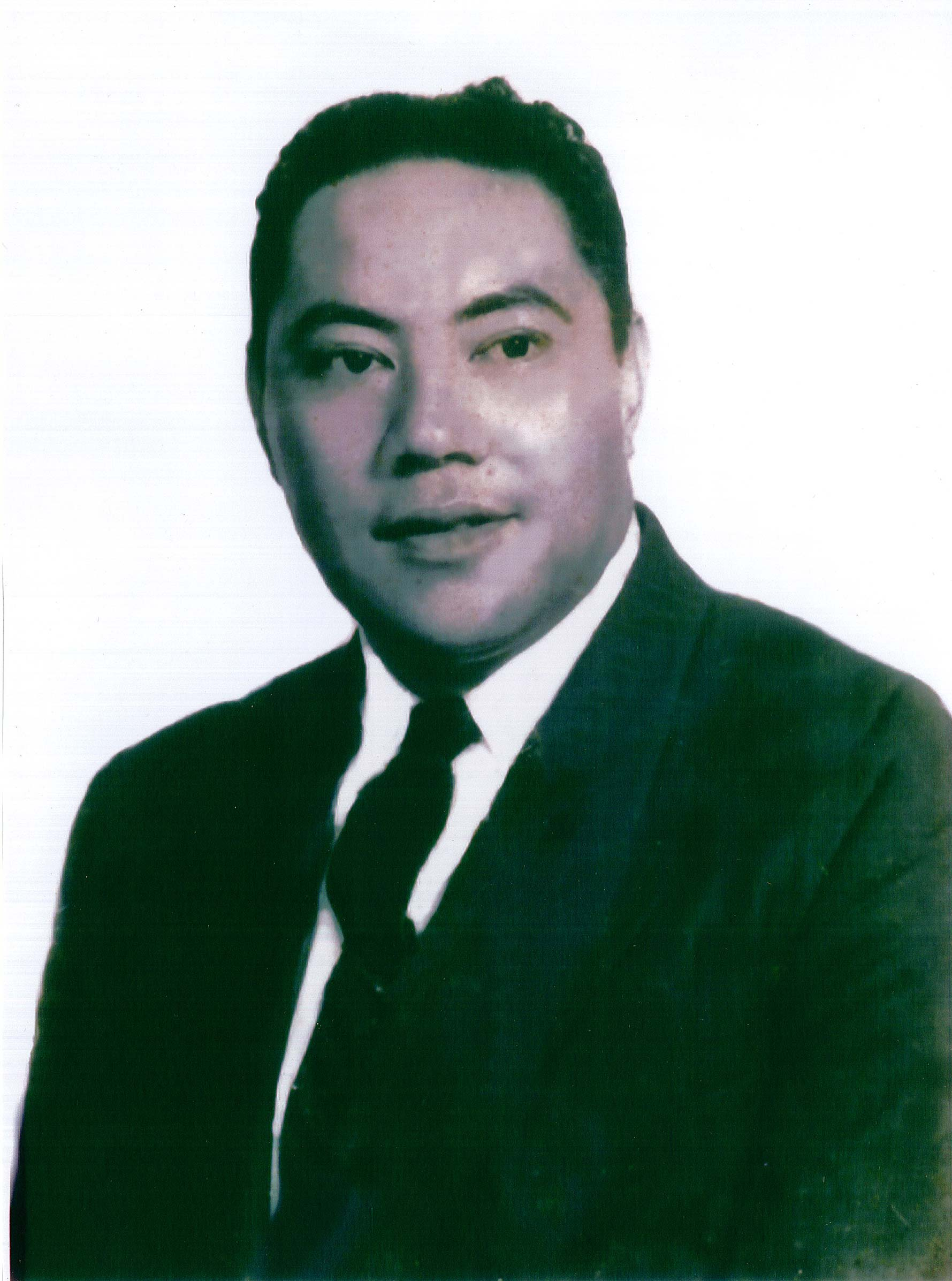
Baron Vaea

Siaosi Tuʻihala ʻAlipate Vaea Tupou, bekannt als Baron Vaea und Baron Vaea of Houma, (* 15. Mai 1921; † 7. Juni 2009 in Houma, Tongatapu, Tonga) war ein tongaischer Politiker und von 1991 bis 2000 der Premierminister von Tonga.
Vaea erhielt seine Ausbildung in Tonga und am Wesley College in Auckland, Neuseeland. Im Zweiten Weltkrieg diente er von 1942 bis 1945 in der neuseeländischen Royal Air Force. Nach seiner Rückkehr begann er für die tongaische Regierung zu arbeiten. Er diente von 1953 bis 1958 seiner Tante, der Königin Salote Tupou III. als Aide-de-camp. Von 1960 bis 1968 war er Gouverneur von Haʻapai. Im folgenden Jahr wurde er der erste Hochkommissar für Tonga in Großbritannien, diese Stellung hatte er bis 1972 inne.
Von 1972 an saß er im tongaischen Parlament und wurde mehrfach Minister, darunter Minister für Arbeit, Landwirtschaft, Bildung, Tourismus und zivile Luftfahrt. Er wurde 1991 von König Taufaʻahau Tupou IV. zum 12. Premierminister Tongas ernannt, als Nachfolger des erkrankten Prinzen Fatafehi Tuʻipelehake. Er reichte 2000 im Alter von 78 Jahren seinen Rücktritt ein.
Seit 1952 war er mit Tupoutapuki Pulotu verheiratet, mit der er drei Töchter, drei Söhne und eine Adoptivtochter hatte.
| Personendaten    | Personendaten                                                               |
| ---------------- | --------------------------------------------------------------------------- |
| NAME             | Vaea, Baron                                                                 |
| ALTERNATIVNAMEN  | Baron Vaea of Houma; Vaea Tupou, Siaosi Tuʻihala ʻAlipate (wirklicher Name) |
| KURZBESCHREIBUNG | tongaischer Politiker: Premierminister von Tonga (1991–2000)                |
| GEBURTSDATUM     | 15. Mai 1921                                                                |
| GEBURTSORT       | Tonga                                                                       |
| STERBEDATUM      | 7. Juni 2009                                                                |
| STERBEORT        | Houma, Tongatapu, Tonga                                                     |